# سيسيل هوفر إدواردز
سيسيل هوفر إدواردز (26 تشرين الأول/أكتوبر 1926-17 أيلول/سبتمبر 2005)، هي باحثة تغذية أمريكية من أصل أفريقي وعميدة جامعة هوارد. ركزت حياتها المهنية على تحسين مستوى التغذية ورفاه الأشخاص المحرومين. صبّ تركيزها العلمي في العثور على الأطعمة منخفضة التكلفة التي تملك التركيب الأمثل للأحماض الأمينية مع اهتمام خاص في عملية استقلاب الميثيونين.
أشار إليها المجلس القومي للنساء السود لمساهماتها البارزة في العلوم، ووجّه إليها مجلس النواب في إلينوي ثلاثة خطابات شكر لتكريسها وقتها لقضية القضاء على الفقر. كرّمتها ولاية إلينوي في 5 نيسان/أبريل في عام 1984، وأُطلِق على ذلك اليوم اسم «يوم الدكتورة سيسيل هوفر إدواردز».

## النشأة والتعليم
وُلدت سيسيل أنيت هوفر في إيست سانت لويس في إلينوي في 26 تشرين الأول/أكتوبر في عام 1926. كان والدها إرنست هوفر مديرًا لإحدى شركات التأمين، وكانت والدتها آني جوردان تعمل كمدرّسة.
تخرجت من المدرسة الثانوية في سن 15 وذهبت إلى معهد توسكيجي حيث تخرجت في عام 1946 بدرجة البكالوريوس في الكيمياء الغذائية. واصلت دراستها في توسكيجي حيث أجرت بحثًا حول مصدر البروتين الحيواني. حصل البحث على درجة الماجستير في الكيمياء العضوية في عام 1947 قبل عيد ميلادها الحادي والعشرين.
حصلت على درجة الدكتوراه في التغذية من جامعة ولاية آيوا في عام 1950، وقدمت أطروحتها عن استخدام النيتروجين من قبل الكائن الحي الحيواني.

## عمل أكاديمي
أصبحت إدواردز أستاذة مساعدة في قسم الأغذية والتغذية في معهد توسكيجي من عام 1950 إلى عام 1952، واستلمت بعدها منصب رئيس القسم من عام 1952 إلى عام 1956، وكانت أيضًا زميلة أبحاث لمؤسسة كارفر خلال ذلك الوقت. انتقلت إلى جامعة ولاية كارولينا الشمالية في عام 1956 حيث درّست مادة التغذية حتى عام 1971. عملت كرئيسة قسم الاقتصاد المنزلي من عام 1968 إلى عام 1971.
انتقلت إلى جامعة هوارد في واشنطن العاصمة حيث عملت كأستاذة في التغذية والاقتصاد في عام 1971. استلمت خلال فترة عملها هناك منصب عميدة كلية البيئة البشرية لمدة 13 عامًا وعميدة كلية التعليم المستمر وعميدة مؤقتة لكلية الصيدلة والتمريض وعلوم الصحة المساعدة، وأنشأت برنامجًا للدكتوراه في التغذية في جامعة هوارد. حصلت على زمالة مؤسسة فورد للعمل كمستشارة غذائية في جامعة الخرطوم في عام 1978، وعادت إلى جامعة هوارد لتصبح عميدة كلية البيئة البشرية من عام 1974 حتى تقاعدها في عام 1990.
أشرفت إدواردز أثناء فترة عملها كعميدة في الوقت نفسه على برنامج مدته 5 سنوات يركز على حمل النساء ذوات الدخل المنخفض، وكانت إدواردز مهتمة بشكل أكثر تحديداً بكيفية تأثّر حالات الحمل هذه بالعوامل الاجتماعية والاقتصادية والغذائية. أخيرًا، يعود إلى إدواردز فضل إنشاء أول برنامج دكتوراه في جامعة هوارد في مجال التغذية، فحدث هذا أثناء عملها كعضو من أعضاء هيئة التدريس بالمدرسة.

## أبحاث

### المكملات الغذائية منخفضة التكلفة
ركّزت مهنة إدواردز على عادات أكل النساء الأمريكيات من أصول إفريقية. شاركت في دراسة حاولت تحليل آثار المكملات الغذائية على النساء الحوامل المصابات بفقر الدم في مقالة نُشرت في أيار/مايو في عام 1953. أُعطيت النساء إما مكملات عالية المعدنية أو عالية البروتين أو مكملات عالية الفيتامينات. أظهرت النتائج أن النساء في جميع الحالات الثلاثة في الدراسة كانت تُظهر مستويات الكمية المأخوذة المطلوبة من السعرات الحرارية والبروتينات والكالسيوم والحديد وفيتامين أ والريبوفلافين.
علاوة على ذلك، أظهرت الدراسة أن هؤلاء النساء يملكن أيضًا عدد خلايا دم حمراء أكبر وتركيزات هيموغلوبين أعلى. استُخلِصت العديد من الاستنتاجات المترابطة، وتنص إحداها على أن نسبة حدوث المضاعفات المرتبطة بالولادة عند النساء الحوامل اللواتي يعشن وفق حمية غذائية فقيرة كانت أعلى منها في النساء الحوامل اللواتي يعشن وفق حمية غذائية غنية. كانت النتيجة الموضحة هي ارتباط التغذية الجيدة مع زيادة في طول الرضيع ووزنه. أشارت إدواردز إلى أن المكملات الغذائية المستخدمة في هذه التجربة كانت غير مكلفة نسبيًا وشائعة. اقترحت أيضًا أن النساء الحوامل ذوات الدخل المنخفض يتبعن حمية غذائية عالية تعتمد على هذه الأطعمة الرخيصة والمتوفرة.
ركزت إدواردز أيضًا على نقطة رئيسية أخرى وهي تركيبة الأحماض الأمينية للأطعمة وخاصة الخضروات، وذلك بهدف العثور على أغذية منخفضة التكلفة كانت مثالية لإنتاج البروتين. أشرفت إدواردز على تجربة في ألاباما معتمدةً على دراسة أجريت في الهند، فكان لأطفال المدارس الذين تناولوا المكملات الغذائية من الطبيعة مكاسب إيجابية في الطول والوزن ومستوى الهيموغلوبين. تلقى أطفال المدارس مكملات غذائية منخفضة التكلفة خلال وجبات الغداء المدرسية، وسُجِّل على مدار ستة أشهر معدل زيادة ونقص ارتفاعاتهم وأوزانهم ونتائجهم الدراسية. قاست إدواردز العناصر الغذائية مثل البروتين والكالسيوم وفيتامين (أ) وفيتامين (د)، وذلك من أجل حساب القيمة الغذائية للوجبات التي يتناولها الأطفال. أظهر المثال أن الأطفال الذين تناولوا المكملات الغذائية أصبح لديهم زيادة كبيرة في غالبية هذه المواد الغذائية، وتلقوا أيضًا تقييمات دراسية أعلى من مدارسهم فكانوا أكثر نشاطًا واهتمامًا.

### الميثيونين والبروتينات الأخرى
كان لدى إدواردز اهتمامًا خاصًا في استقلاب ميثيونين الأحماض الأمينية، وقادت في الخمسينيات دراسة استمرت 18 عامًا للمعاهد الوطنية للصحة حول هذا الموضوع.  بالإضافة إلى ذلك، كانت إدواردز مهتمة بالحمية الغذائية بعد العملية الجراحية، وذلك بسبب فقدان بروتين الأنسجة الذي لوحظ خلال العمليات الجراحية. كانت قد شاركت أيضًا في دراسة تقيس مدى نجاح الفئران البالغة بعد العملية الجراحية في امتصاص الميثيونين (تستخدم مجموعة الميثيل في مجموعة من الوظائف البيولوجية)، فكانت النتيجة النهائية هي امتصاصا أصغر للميثيونين وخاصة في الأنسجة التي تأثرت أثناء الجراحة.
درست إدواردز الأنماط الغذائية التاريخية في الجنوب في أواخر الثمانينات من القرن الماضي، وحددت الوجبات التقليدية الرخيصة التي كانت مصادر للبروتين، ووضعت خطط تغذية تقلل من كمية الدهون في المطبخ الأمريكي من أصل أفريقي.أشرفت أيضًا على دراسة جودة الأحماض الأمينية والنيتروجين ومحتوى الرطوبة في مجموعة متنوعة من الأطعمة الشائعة مثل الدقيق والجبن والقشدة وحبوب ليما. كان الغرض من هذه التجربة هو اقتراح مكمل غذائي لأطعمة معينة بحيث لا يركز المستهلك فقط على إجمالي الأحماض الأمينية العالية المتناولة ولكن أيضًا على جودة ما يؤكل.
أُجريت دراسة على كميات السيستين والتيروزين أيضًا بسبب اشتراك الاثنين في خصائص بيولوجية مماثلة مع الميثيونين والفينيل ألانين على التوالي. استُخدمت هيدرات الأحماض وكذلك مقايسات الكائنات الحية الدقيقة في القياس الكمي لمحتوى الأحماض الأمينية في الأطعمة. لاحظت إدواردز الاختلافات في محتوى الأحماض الأمينية بين الأطعمة المماثلة، فوجدت مثلًا أن البولونيا تحتوي على عدد أكبر من الأحماض الأمينية مقارنةً بالفرانكفورتين، وأن حبوب ليما تحتوي على سيستين وفلين أكثر من لحم الخنزير والفول. قالت إدواردز أن الغرض من هذه الدراسة هو توفير المعلومات حول محتوى الأحماض الأمينية بحيث يمكن للناس معرفة محتوى الأطعمة وتحديد كمية المواد التي تدخل إلى أجسامهم.
شاركت إدواردز بالإضافة إلى ذلك في دراسة قيّمت مدى استجابة الجسم لنقص الكميات المأخوذة من البروتينات الضرورية له. أيدت النتائج الاستنتاج بأن الجسم يعوض عن كمية البروتين المضافة، فيستجيب الجسم مثلا عند تحقق الحد الأدنى من تناول البروتين عن طريق الحفاظ على الاستقلاب الهدمي للميثيونين. بالإضافة إلى ذلك، تُصنَّع بعض الأحماض الأمينية غير الموجودة ويعاد استخدامها وذلك بدلاً من إفرازها. قالت إدواردز في النهاية إلى أنه يلزم نحو 46 غرامًا من البروتين يوميًا لاستمرار وجوده عند الذكر البالغ. كما لاحظت أن الوجبات التي تعتمد على القمح توفر فعلاً مكملات غذائية كافية، وهو استنتاج مهم بالنظر إلى أن جغرافية أماكن مختلفة في العالم لها دور في اعتماد سكان هذه الأماكن على القمح بشكل كبير.
عارضت إدواردز المواقف الوراثية في الطبيعة مثل مواقف آرثر جنسن الذي اعتبر بأن الجينات هي العامل المهيمن في الذكاء، وخلصت إلى أن العوامل الاجتماعية والبيئية كانت على الأقل مسؤولة عن الوراثة في التأثير على الذكاء. عملت إدواردز أيضًا على نشر المعرفة حول قضايا هامة مثل رعاية الأطفال والميزنة المالية على ذوي الدخل المنخفض والسكان الذين يعيشون في ظروف معيشية سيئة.

### العوامل الاجتماعية في الصحة
قدمت إدواردز في مراجعة نشرتها في عام 1995 مفهومًا للنهج السكاني، والذي اعتقدت فيه في كيفية معالجة النظام الطبي للمرضى من خلال عرض بيئاتهم الاجتماعية والاقتصادية والثقافية ومراعاتها. نظرت أيضًا بشكل خاص في ارتفاع ضغط الدم عند السكان الأمريكيين السود، وبدأت بمراقبة الوزن وخفضت كمية كلوريد الصوديوم والأنشطة البدنية كطرق للوقاية. أشارت في الوقت نفسه إلى العوامل الاجتماعية كأسباب محتملة لارتفاع ضغط الدم بين الأمريكيين السود أكثر من الأمريكيين البيض. فأشارت مثلًا إلى أن الأمريكيين السود كانوا أكثر عرضة للفقر وأكثر عرضة بشكل عام للعيش بعيدا عن العلاج الطبي. ذكرت إدواردز بالإضافة إلى ذلك إلى أن الأميركيين السود يعانون من مزيد من الضغوط النفسية والاجتماعية وغيرها من الضغوط الاجتماعية بسبب العنصرية، وأن هذه العوامل وعلاقتها بارتفاع ضغط الدم تتطلب مزيدًا من البحث.

### مزيد من العمل
كانت إدواردز مستشارة غذائية وكانت أيضًا عضوًا في العديد من اللجان الحكومية بما في ذلك تلك التي عقدتها المعاهد الوطنية للصحة ووزارة الزراعة بالولايات المتحدة ومؤتمر البيت الأبيض لعام 1969 حول الغذاء والتغذية والصحة. ألّفت 160 ورقة بحثية وشاركت في تأليف كتاب صدر عام 1991 بعنوان «البيئة البشرية: تفاعل الإنسان مع بيئته». أدى نشر أحد مقالاتها بعنوان «التغذية والعوامل الأخرى ونتائج الحمل» إلى فوزها بمنحة قدرها 4.6 مليون دولار خصصها لها المعهد الوطني للصحة. كما أنه أُجري مزيد من البحوث حول هذا الموضوع في جامعة هوارد.

## الحياة الشخصية
```
تزوجت من جيرالد ألونزو إدواردز في عام 1952، وهو الكيميائي الفيزيائي الذي تعاونت معه في العديد من المشاريع البحثية. وقد أنجب الزوجان ثلاثة أطفال. 
[
5
]
```

توفيت في 17 أيلول/سبتمبر في عام 2005 في واشنطن هوم هوسبيس. دُفنت في مقبرة ماونت هوب في رالي في مقاطعة ويك التابعة لكارولاينا الشمالية في الولايات المتحدة.